# Klaus Heinemann
Klaus Heinemann (* 15. Oktober 1937 in Hamburg; † 23. Januar 2022) war ein deutscher Sportsoziologe und Hochschullehrer.

## Leben
Heinemann studierte in Karlsruhe Wirtschaftsingenieurwesen und legte 1963 sein Examen ab. 1965 schloss er seine Doktorarbeit (Thema: „Externe Effekte der Produktion und ihre Bedeutung für die Wirtschaftspolitik“) und 1969 seine Habilitation (Thema: „Grundzüge einer Soziologie des Geldes“) ab.
Er hatte in Tübingen und Hannover Lehrstuhlvertretungen inne, 1970 übernahm er an der Universität Trier eine Professur für Soziologie. In dieser Zeit beschäftigte er sich vorrangig mit Problemen der Arbeitslosigkeit („Arbeitslose Jugendliche - individuelle Bewältigung eines sozialen Problems“, „Gruppenarbeit mit arbeitslosen Jugendlichen“, „Arbeitslose Frauen“). In dieser Zeit entstand auch sein Interesse an Problemen der Soziologie und der Ökonomie des Sports. 1981 trat Heinemann eine Professorenstelle für Soziologie an der Universität Hamburg an, welche er bis zu seiner Emeritierung im Jahr 2001 behielt. Während seiner Universitätslaufbahn weilte Heinemann als Gastprofessor an Hochschulen in Frankreich, Italien, Spanien, Uruguay sowie den Vereinigten Staaten. Im Zeitraum von 1979 bis 1989 gehörte er dem Wissenschaftlichen Beirat des Deutschen Sportbundes (DSB) an, er war DSB-Vorstandsmitglied sowie stellvertretender Vorsitzender der Direktoriums des Bundesinstituts für Sportwissenschaft. Er wirkte zwischen 1981 und 1990 als Herausgeber der Zeitschrift „International Review for the Sociology of Sport“.
1980 kam die erste Auflage von Heinemanns Buch „Einführung in die Soziologie des Sports“ heraus, das später in fünf weiteren Auflagen erschien. Zu Heinemanns Forschungsschwerpunkten in der Sportsoziologie zählten der Bereich Sport und Gesellschaften, welchen er unter anderem in einem 2001 erschienenen, gleichnamigen Buch behandelte. Des Weiteren standen finanzielle Aspekte von Sportvereinen, Ehren- und Hauptamtlichkeit, kommerzielle Sportanbieter wie Fitnessstudios, der Begriff des „nicht-sportlichen Sports“, die Technologisierung des Sports, im Mittelpunkt seiner wissenschaftlichen Tätigkeit. Heinemann beschäftigte sich ebenfalls mit der Ökonomie des Sports sowie über den Sport hinaus mit Themenbereichen der Wirtschafts- und Organisationssoziologie.